# کارلواکا پیفوفارا
کارلواکا پیفوفارا (انگلیسی: Karlovačka pivovara) شرکت نوشیدنی کروات است، که در سال ۱۸۵۴ تأسیس شد.